# معجم الاحادیث المعتبره
معجم الاحادیث المعتبره کتابی از محمدآصف محسنی است که در سال ۱۳۹۲ منتشر و در مراسم کتاب سال جمهوری اسلامی ایران به‌عنوان کتاب برگزیده معرفی شد.